# Théo Fernandez
Pour les articles homonymes, voir Fernandez.
Ne doit pas être confondu avec le footballeur Théo Hernandez.
Théo Fernandez est un acteur français, né le 18 septembre 1998 à Toulouse.
Il est principalement connu pour avoir joué le rôle de Donald Tuche dans Les Tuche, et pour le rôle de Lucas « Lux », personnage principal dans la série Stalk depuis 2020.

## Biographie

### Jeunesse et formation
Théo Fernandez passe son enfance à Toulouse, puis déménage à Paris après le divorce de ses parents. Il prend ses premiers cours de théâtre à six ans, lui permettant d'écumer ensuite les castings. Il joue dans une publicité pour un fromage, puis à l'âge de 9 ans, il décroche son premier rôle au cinéma dans un long métrage fantastique intitulé Le Village des ombres.

### Carrière
Théo Fernandez joue le personnage de Sydney dans le téléfilm Fracture.
Après Le Village des ombres, il apparaît dans le long métrage Aux yeux des vivants de Julien Maury en 2014, et dans le film dramatique Trois souvenirs de ma jeunesse d'Arnaud Desplechin. Il rejoint la distribution du film La Dream Team de Thomas Sorriaux sorti en 2015.
L'année suivante, il reprend son rôle de Donald dans Les Tuche pour le deuxième volet du film intitulé Les Tuche 2 : Le Rêve américain,. Il tient l'un des rôles principaux dans la série télévisée intitulée Irresponsable de Stephen Cafiero, le rôle de Jacques.
Grâce à sa cyphose, il est choisi pour jouer le rôle-titre de Gaston Lagaffe, qui sort en avril 2018, après avoir à nouveau tenu le rôle de Donald Tuche dans Les Tuche 3.
Pour le rôle de Gaston Lagaffe, il est engagé après s'être endormi en attendant de passer une audition pour un film de Gérard Jugnot. L'audition pour Gaston Lagaffe se déroulant à l'étage au-dessus, le réalisateur Pierre-François Martin-Laval est averti qu'il y avait un jeune homme qui était susceptible de l'intéresser. Il reconnut Théo Fernandez qui avait déjà tourné aux côtés de son ami — ancien robin des bois comme lui — Jean-Paul Rouve dans les deux premiers Tuche (le troisième étant alors encore en préparation). Martin-Laval décide d'engager Théo Fernandez.
Depuis 2020, il joue le rôle de Lux, héros principal de la série Stalk, série française composée de trois saisons de 10 épisodes de 30 minutes, réalisée par Simon Bouisson, produite par Silex Films et diffusée depuis le 13 mars 2020 sur France.tv Slash. Il y incarne un génie de l'informatique en proie au stalking.
En 2022, il participe comme candidat à la saison 12 de l'émission Danse avec les stars sur TF1, puis en 2023 à la saison 6 du Meilleur Pâtissier, spécial célébrités sur Gulli.

## Autres activités
En avril 2023, il crée l'école d'acting Anyone et Anyone Production avec Andrei Offitserov,. En juin 2023, il lance une collecte de fonds sur Ulule pour financer une application de casting et de formation d'acting, de doublage et de mannequinat. La collecte est financée avec succès,. En juillet 2023, l'application ''Anyone'' sur mobile est lancée.

## Filmographie

### Cinéma

#### Longs métrages
- 2009 : Le Village des ombres de Fouad Benhammou : Bastien Renard
- 2011 : Les Tuche d'Olivier Baroux : Donald Tuche
- 2011 : La Guerre des boutons de Yann Samuell : Papier Mâché
- 2013 : Aux yeux des vivants de Julien Maury : Victor
- 2014 : Trois Souvenirs de ma jeunesse d'Arnaud Desplechin : Bob
- 2015 : La Dream Team de Thomas Sorriaux : Alexandre
- 2015 : Les Tuche 2 : Le Rêve américain d'Olivier Baroux : Donald Tuche
- 2017 : De toutes mes forces de Chad Chenouga : Maxime
- 2018 : Les Tuche 3 d'Olivier Baroux : Donald Tuche
- 2018 : Gaston Lagaffe de Pierre-François Martin-Laval : Gaston Lagaffe
- 2021 : Les Tuche 4 d'Olivier Baroux : Donald Tuche
- 2025 : Les Tuche : God Save the Tuche de Jean-Paul Rouve : Donald Tuche

#### Court métrage
- 2016 : Grain de poussière  de Leopold Kraus : Lucien
- 2019 : Le monopole du cœur de Lucas Besnier et Raphaël Duléry : Nicolas
- 2023 : Dernières vacances de Pablo Bodin : Solal

### Télévision

#### Téléfilms
- 2010 : Fracture d’Alain Tasma : Sydney Haddad
- 2011 : Détectives  : Yannis
- 2012 : La Vie au grand air de Nicolas Herdt : Hector
- 2013 : Vice versa d'Issac Belaga : Lucas Pichineau
- 2013 : Le Général du roi de Nina Companeez : Alexandre
- 2014 : Changement de cap de Nicolas Herdt : Théo
- 2023 : À côté de ses pompes de Nathalie Lecoultre : Gaspard

#### Séries télévisées
- 2016 : Le Secret d'Élise d’Alexandre Laurent : Rémi, seize ans (6 épisodes)
- 2017 : Irresponsable de Stephen Cafiero : Jacques (3 saisons)
- 2019 : Le Bazar de la Charité d'Alexandre Laurent : Julien de la Ferté (8 épisodes)
- depuis 2020 : Stalk de Simon Bouisson : Lucas, alias Lux (30 épisodes, saisons 1, 2 et 3)
- 2022 : Les 7 Vies de Léa : Stéphane (jeune)
- 2022 : Darknet-sur-Mer : Flo
- 2024 : Léo Matteï, Brigade des mineurs : Scrule
- 2025 : Erica de Frédéric Berthe : Martin

#### Web-série
- 2024 : Soirée de merde de Roman Doduik : Lui-même

## Distinctions
- Festival de la fiction TV de La Rochelle 2019 : Prix jeune espoir masculin Adami pour Stalk[16]